# Hypolaena caespitosa
Hypolaena caespitosa är en gräsväxtart som beskrevs av Barbara Gillian Briggs och Lawrence Alexander Sidney Johnson. Hypolaena caespitosa ingår i släktet Hypolaena och familjen Restionaceae. Inga underarter finns listade i Catalogue of Life.